# 胡金定
胡 金定（こ きんてい）は、中国明代に刊行された説話『花関索伝』に登場する架空の人物。

## 『花関索伝』での登場
関羽の妻。関羽と同じく蒲州(漢代の河東郡)の出身。父は胡員外。子は関索となっている。
184年、劉備、関羽、張飛が義兄弟の契りを結んだ折、関羽と張飛は後顧の憂いを断つために、互いに相手の家族を殺すことにした。関羽の家にやってきた張飛は、命乞いをする息子の関平を殺すに忍びず、供として連れて行くことにした。この時、関羽の妻であった胡金定も見逃してやった。胡金定は実家の胡家荘に帰り、間もなく関羽の男児（関索）を産む。
7年後（192年）、男児は七歳の時に迷子になる。そして索員外（員外とは「金持ちの旦那」の意）なる人物に拾われ、そのまま養子(「索童｣と通称)として育てられる。索童はそののち道士花岳先生なる人物のもとで『三略』『六韜』を習い、武芸の修行に励んだ。
203年、索童は18歳になったある日、両親のことを花岳先生に尋ねてみると、花岳先生は索家荘へ行くように教えた。索童は花岳先生と別れ、下山することにした。索員外は、索童に「お前の本当の父親は劉備という仁者に仕える関雲長将軍という漢だ」と告げ、彼とともに胡家荘に行った。外祖父の胡員外は、索童が関羽に似ず小柄なので疑うが、母の胡金定が目印となる耳の後ろの瘤によって息子と認知した。
そのとき、太行山の強盗が胡家荘を襲った。花関索は父の残した甲冑、花帽に身をかため、武器をとり、賊の2人の頭目、許抜山、趙拿雲と戦い、これらを生け捕りにし、許抜山・趙拿雲の兄弟分10人と合わせて全12人の賊が皆、花関索に帰順することになった。その後、花関索は母親である胡金定と12人の部下およびその軍勢を従えて胡員外と別れ、胡家荘を離れた。まだ見ぬ父、関羽を尋ねて西川への旅に出た。
211年、興劉寨にいた関羽は、前夜に見た夢について龐統と諸葛亮に占ってもらっていた。龐統は、「その日のうちに兄弟3人のうち誰かに凶事あり」と占い、諸葛亮は逆に「3兄弟の中に新しい兄弟が加わる慶事あり」と占った。その日の昼時、呉王孫権の配下の姚賓なる者が関羽に投降した。関羽は喜んで姚賓と義兄弟になる。その夜に姚賓は関羽に変装し、関羽の馬（赤兎馬）を奪って逃走した。翌朝、姚賓の裏切りを知った関羽は劉備に連絡し、みんなで手分けして姚賓を追った。一方、姚賓は花関索の所へやって来て「私が関雲長である」と偽る。だが、一緒にいた母の胡金定に見破られた。そこへ張飛が現れ、事の次第を告げた。その場を逃げようとした姚賓だが、花関索に殺された。胡金定から事情を聞いた張飛は、花関索を連れて先に関羽の許へ急いだ。この時、姚賓を追って西へ行った関羽は、曹操の軍勢に囲まれ、苦戦していた。そこへ、張飛、趙雲、関平、花関索らが駆け付け、曹操軍は大敗した。
張飛は花関索を関羽に会わせるが、関羽は花関索の話を信じようとはしなかった。花関索は「曹操に味方する」と怒ったが、張飛が胡金定の話をすることで関羽はようやく納得し、花関索は先程の言を詫び、撤回した。関羽が花関索、胡金定を劉備に引き合わせ、祝宴を開いた。